# Corral de Ayllón
Corral de Ayllón település Spanyolországban, Segovia tartományban. Corral de Ayllón Ayllón, Ribota, Fresno de Cantespino, Riaguas de San Bartolomé és Languilla községekkel határos. Lakosainak száma 77 fő (2024).

## Népesség
A település népessége az elmúlt években az alábbi módon változott:
| Lakosok száma | 110  | 97   | 85   | 81   | 91   | 94   | 85   | 77   | 79   | 77   |
|               | 2001 | 2004 | 2007 | 2009 | 2012 | 2014 | 2017 | 2019 | 2022 | 2024 |